# Žanna Dmitrievna Ërkina
Žanna Dmitrievna Ërkina (in russo Жанна Дмитриевна Ёркина?, traslitterato anche come Zhanna Yorkina; Sol'cy, 6 maggio 1939 – 25 maggio 2015) è stata una cosmonauta russa.
Ha fatto parte del gruppo di cinque donne selezionate come cosmonaute per andare in orbita con la missione Vostok 6, tra le quali alla fine venne scelta per il volo Valentina Tereškova.

## Biografia

### Primi anni
Žanna Ërkina nacque a Sol'cy, nella regione di Novgorod, il 6 maggio 1939. Suo padre era un pilota militare che partecipò anche alla seconda guerra mondiale, mentre sua madre era una casalinga. La sua famiglia si trasferì più volte, in base alle guarnigioni a cui era assegnato suo padre, per cui studiò in scuole diverse. Nel 1956 si diplomò al liceo di Tambov e in seguito si iscrisse all'Istituto pedagogico di Rjazan', dal quale si laureò nel 1961. Era in grado di parlare il tedesco e il francese.
Amante dello sport e del paracadutismo, a partire dal 1957 frequentò il club aereo di Rjazan' e al momento di candidarsi per il programma spaziale aveva all'attivo oltre 150 lanci con il paracadute.

### Il gruppo di cinque cosmonaute
Nel 1961, pochi mesi dopo il volo di Jurij Gagarin, Nikolaj Petrovič Kamanin, il responsabile dell'addestramento dei cosmonauti, avanzò l'idea di una squadra femminile di cosmonaute. Grazie al supporto dell'ingegnere Sergej Pavlovič Korolëv, capo progettista del programma spaziale, il Comitato Centrale del Partito Comunista approvò l'idea di addestrare 60 nuovi cosmonauti, tra cui una squadra di cinque donne.
Oltre 800 donne si candidarono per il posto e cinquantotto vennero prese in considerazione. Dopo una ulteriore selezione 23 candidate vennero selezionate per una approfondita valutazione medica.

La candidata ideale doveva avere meno di 30 anni, essere alta meno di 1,67 cm e pesare meno di 70 kg. Inoltre doveva essere in grado di utilizzare un paracadute. Infatti le capsule di rientro del programma Vostok non erano state progettate per ritornare a terra, ma i cosmonauti dovevano essere eiettati in quota e scendere a terra con l'ausilio di un paracadute. 
Al termine del processo di selezione le cinque cosmonaute scelte per partecipare al programma furono Tat'jana Dmitrievna Kuznecova, Valentina Leonidovna Ponomarëva, Irina Bajanovna Solov'ëva, Valentina Tereškova e Žanna Dmitrievna Ërkina. All'inizio del programma di addestramento tutte e cinque entrarono a fare parte dell'Aeronautica militare.
Ërkina era una delle meno forti fisicamente del gruppo. Inoltre durante uno dei lanci di prova si ferì ad una gamba e fu costretta ad assentarsi per tre mesi dall'addestramento. Per questo motivo non venne scelta tra le principali candidate al volo con la navicella Vostok 6. Alla fine Valentina Tereškova venne scelta come pilota per la missione, con Irina Solov'eva e Valentina Ponomarëva come sue riserve.

### Dopo la missione Vostok 6
Tra il 1964 e il 1969 studiò presso l' Accademia di ingegneria aeronautica militare "N. E. Žukovskij", ottenendo al termine del corso la qualifica di pilota cosmonauta ingegnere.
Nonostante a Kuznecova, Ponomarëva, Solov'ëva e Ërkina venne proibito di avere figli fin quando avessero fatto parte della squadra di cosmonaute, nel dicembre 1963 Ërkina si sposò con il militare Valeij Sergejčik e a novembre 1964 diede alla luce il loro primo figlio. Per questo motivo le venne tolto un grado militare, assegnato invece alle sue compagne.
Non venne però espulsa dal programma, e nel 1965 si allenò come pilota della squadra di riserva per una missione del programma Voschod, durante la quale avrebbe dovuto passare tra i 10 e i 15 giorni nello spazio insieme a Tat'jana Kuznecova ed eseguire una passeggiata nello spazio. La missione venne annullata a causa della chiusura del programma.
Nel 1969 si ritirò dal programma spaziale in seguito allo scioglimento del gruppo femminile di cosmonaute ma continuò a lavorare al centro di addestramento dei cosmonauti. Si ritirò dal servizio militare nel 1989 con il grado di maggiore.
È morta a causa di un ictus il 25 maggio 2015 ed è stata sepolta nel villaggio di Leonikha, nel distretto urbano di Losino-Petrovskij, vicino alla Città delle Stelle.